# Wniebowzięcie Marii z Warty
Wniebowzięcie Marii z Warty – późnogotycki obraz z kościoła Bernardynów w Warcie (woj. łódzkie), niegdyś centralna część retabulum ołtarzowego.

## Historia
Według najnowszych badań dzieło to jest przypisane Janowi Wielkiemu, który głównie działał na terenie Krakowa i Małopolski. Od 1935 roku obraz znajdował się w zbiorach Muzeum Diecezjalnego we Włocławku, po 1945 przeniesiony do katedry Wniebowzięcia NMP w tymże mieście. W 1987 obraz został przeniesiony do wschodniej części prezbiterium katedry, za stołem ołtarza głównego, gdzie znajduje się do dziś. Wniebowzięcie Marii z Warty jest jednym z przykładów gotyckiego malarstwa tablicowego z ostatniej ćwierci XV wieku na terenie Polski.

## Wygląd
Dzieło to jest namalowane techniką tempery na desce lipowej. Wymiary to 249 x 246 cm. Obraz ten ilustruje scenę Wniebowzięcia NMP, zajmującą centralną część kompozycji. Maria ukazana została w pozie modlitewnej stojący obok niej Chrystus, który trzyma chorągiew z krzyżem (symbol Jego zmartwychwstania), zaś w drugiej podtrzymuje płaszcz Matki Bożej. Stoją na wyobrażeniu niebieskiego firmamentu w pozie en trois quarts, łączy ich silna relacja wzrokowa. Otaczają ich liczne anioły, niektóre z nich trzymają banderole z łacińskimi inskrypcjami, które tworzą treść responsorium Matutinum, zawierający cytaty z Pieśni nad pieśniami.
Grupa Chrystusa i Marii stanowi łącznik pomiędzy sferami niebiańską i ziemską. W usianej gwiazdami sferze niebiańskiej rezydują liczne zastępy aniołów. Na ich uśmiechniętych twarzach emanuje radość, część z nich przypatruje się aktowi wniebowzięcia, inne grupy wzajemnie się pocieszają i pozdrawiają. Sferę ziemską natomiast tworzy górzysty krajobraz z doliną pośrodku, w której znajduje się miasto z kilkoma kościołami. Na jednym wzgórzu (po prawej) stoi warowny zamek. Pośrodku, na samym dole otwarty grobowiec z odłożoną płytą wierzchnią, po bokach sarkofagu świadkowie niezwykłego wydarzenia – apostołowie umieszczeni w dwóch sześcioosobowych grupach. Na ich twarzach maluje się napięcie, zdziwienie i wewnętrzne poruszenie.

## Analiza
Najprawdopodobniej obraz Wniebowzięcie Marii stanowił niegdyś środkową część poliptyku ołtarzowego, którego skrzydła nie zachowały się do dziś. W swoim kształcie obraz jest niemalże kwadratowy, co wykorzystał artysta w aranżowaniu kompozycji. Kompozycja oparta jest na pięciu polach, które mają zarys zbliżony do koła. Pole środkowe, w którym umieszczony jest Chrystus i Maria, jest większe od pozostałych, zaś cztery mniejsze wypełniają postaci adorujących Chrystusa i Marię apostołów (dolna strefa) oraz aniołowie (górna strefa). Pozy, gestykulacje postaci nadają obrazowi silny dynamizm, na twarzach postaci widać przeżywanie tegoż wyjątkowego wydarzenia. Dynamikę kompozycji obrazu wzmacnia sarkofag, ustawiony na obrazie w silnym ukosie, tak samo wieko grobu. Ponadto w tych przedmiotach wyraźnie widać próbę ukazania perspektywy zbieżnej. Dzieło łączone jest z wpływem twórczości takich osobowości jak Wit Stwosz, Jan Polak, Mistrz Apoteozy Marii, który działał w Kolonii czy malarzy młodszej generacji prymitywistów niderlandzkich.

## Kwestia autorstwa
Sprawa autorstwa dzieła jest dyskusyjna. Na podstawie pierwszych ustaleń badaczy, autorstwo dzieła przypisano malarzowi klasztornemu Franciszkowi z Sieradza, bratu zakonu Bernardynów z sieradzkiego konwentu, który zmarł w 1516 r. w Warcie. Twórca ten działał także w Bydgoszczy, Kobylinie, Opatowie oraz w Krakowie (malowidła w dawnym kościele Św. Agnieszki). Teza ta została zakwestionowana przez Tadeusza Dobrowolskiego, bowiem w zapiskach archiwalnych dotyczących Franciszka z Sieradza i miejsc, gdzie malował, mówi się wyłącznie o polichromiach, nie dziełach malarstwa tablicowego. Co więcej, od strony stylistycznej widoczne są różnice między obrazem z Warty a malowidłami wiązanymi z sieradzkim zakonnikiem, zachowanymi w kościele kolegiackim w Opatowie. Podczas ostatnich analiz Wniebowzięcia Marii z Warty Jerzy Gadomski łączy to dzieło z Janem Wielkim twórcą m.in. retabulum ołtarzowego znajdującego się w kościele Św. Andrzeja w Olkuszu.